# Apanteles bisulcatus
Apanteles bisulcatus är en stekelart som beskrevs av Cameron 1909. Apanteles bisulcatus ingår i släktet Apanteles och familjen bracksteklar. Inga underarter finns listade i Catalogue of Life.